# Teloglabrus entabensis
Teloglabrus entabensis är en tvåvingeart som beskrevs av Feijen 1983. Teloglabrus entabensis ingår i släktet Teloglabrus och familjen Diopsidae. Inga underarter finns listade i Catalogue of Life.